# Une nihiliste
 (mars 2021).
Une nihiliste est un roman partiellement autobiographique de Sofia Kovaleskaïa paru à titre posthume en 1892. Elle y raconte à la troisième personne l'histoire de Vera Barantsov, son alter ego.

## Résumé
Vera passe son enfance à Bilibino avec ses deux sœurs, dans une famille provinciale de l'aristocratie. Sa famille réagit avec accablement à l'abolition du servage, à une époque où les idées révolutionnaires commencent à se répandre et trouvent rapidement un écho chez Vera. 
La jeunesse de Vera est ensuite marquée par l'arrivée de son voisin, Vassiltsev. Celui-ci est un noble aux idées libérales avec qui Vera développe sa culture politique et se lie d'amitié. Cette amitié se mue en amour, mais Vassiltsev est envoyé en exil à Viatka. Vera parvient à le voir une dernière fois, la veille de son départ. Vassiltsev continuera de lui envoyer des lettres avant de mourir de la phtisie.
Vera part habiter à Saint-Petersbourg, où elle se rapproche des mouvements nihilistes, bien déterminée à se dévouer corps et âme à « la cause », à l'image des martyrs chrétiens auxquels elle voue une admiration passionnée. Son dévouement la mènera à épouser Pavlenkov, un jeune étudiant en médecine condamné pour avoir diffusé de la littérature illégale. Cette union ne doit rien à l'amour, c'est un stratagème de Vera pour éviter à Pavlenkov une peine trop sévère. Le roman s'achève sur le départ de Vera pour la Sibérie, où elle accompagne son époux condamné au bagne.